# Bohuš Záhorský

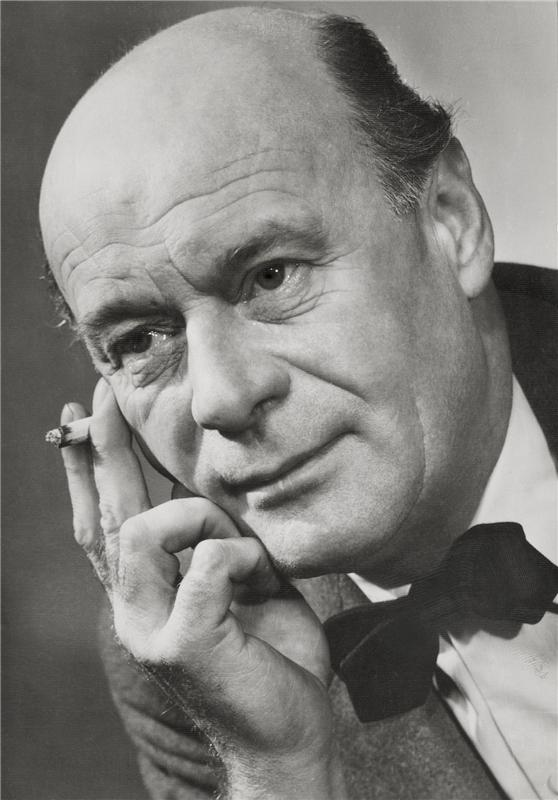
Bohuš Záhorský.

Bohumil "Bohuš" Záhorský, född 5 februari 1906 i Prag i Österrike-Ungern, död 22 september 1980 i Prag i Tjeckoslovakien, var en tjeckisk skådespelare.
Záhorský blev i unga år intresserad av teater och började skådespela professionellt 1925, först i olika teatersällskap och från 1930-talet på större scener. Från 1946 till sin pension 1977 var han engagerad vid Nationalteatern. Han filmdebuterade 1932 och medverkade i nära 200 produktioner för film och TV fram till sin död 1980. Särskilt efter andra världskrigets slut fick han större filmroller i klassiska tjeckiska filmer som Kejsarens bagare, Dobrý voják Švejk (Soldaten Svejk), Baron Prasil och Lemonade Joe. 1966 utnämndes han till Nationell artist.

## Filmografi, urval
- 1934 – Hej-rup!
- 1948 – Inga vittnen
- 1952 – Kejsarens bagare
- 1952 – Haseks berättelser från den gamla monarkin
- 1957 – Dobrý voják Švejk
- 1962 – Baron Prášil
- 1964 – Lemonade Joe
- 1966 – Happy End
- 1966 – Fantom Morrisvillu
- 1968 – Nyckfull sommar
- 1976 – Sommar med en cowboy
- 1977 – Äppelleken